# Dichaetophora pseudotenuicauda
Dichaetophora pseudotenuicauda är en tvåvingeart som först beskrevs av Masanori Joseph Toda 1983.  Dichaetophora pseudotenuicauda ingår i släktet Dichaetophora och familjen daggflugor. Inga underarter finns listade i Catalogue of Life.